# TODO
TODO (to do від англ. try to do sth — спробувати зробити) — поширений тип позначки в коментарях вихідних текстів програм, документації і т. д., що показує розробнику місце, де слід продовжити роботу (виправити помилку або неточність, додати функціональність, врахувати якийсь специфічний випадок тощо).
Поширеність позначки така, що багато програм підсвічування синтаксису виділяють TODO (зазвичай великими літерами). Також використання TODO є стандартом оформлення коду на Object Pascal, Delphi.
Програмне забезпечення, що підтримує TODO:
- Android Studio
- Eclipse
- gedit
- colorer
- vim
- emacs
- Visual Studio
- NetBeans
- PhpStorm